# خيامية

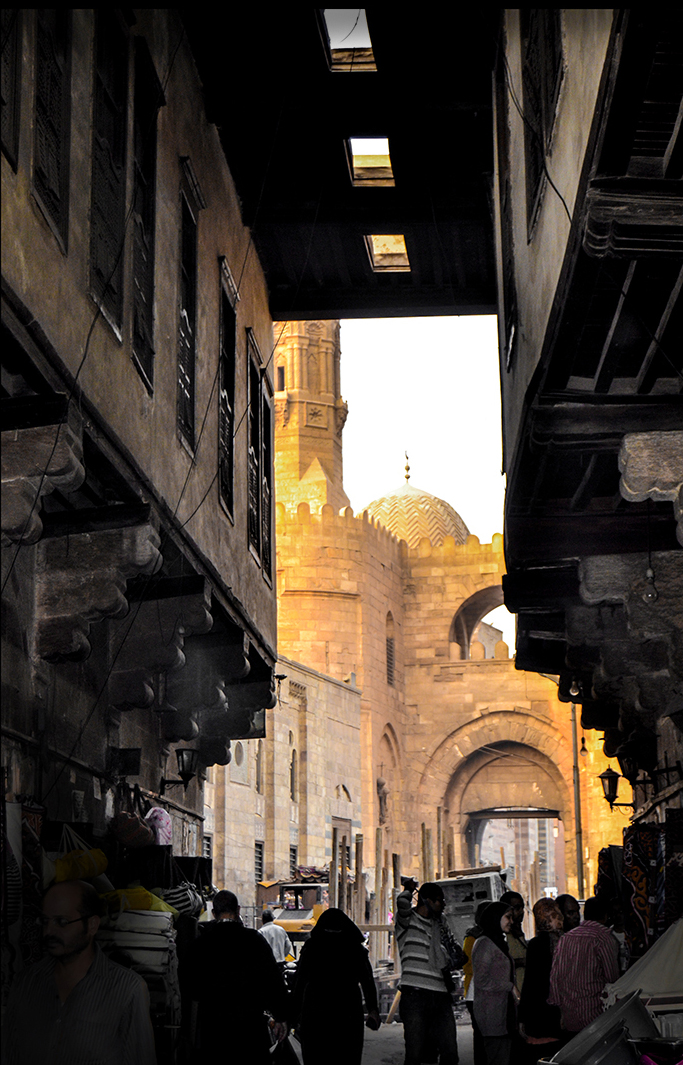
سوق الخيامية بالقاهرة

الخيامية هي فن مصري والمصطلح مشتق من كلمة خيام، وهو صناعة الأقمشة الملونة التي تستخدم في عمل السرادقات، وربما يمتد تاريخ هذه المهنة إلى العصر الفرعوني ولكنها بالتأكيد أصبحت أكثر ازدهاراً في العصر الإسلامي ولا سيما العصر المملوكي. وقد كانت ترتبط الخيامية قديماً بكسوة الكعبة المزينة بخيوط الذهب والفضة ، والتي كانت تقوم مصر بتصنيعها حتى فترة ستينيات القرن العشرين وإرسالها للحجاز قي موكب مهيب يعرف باسم المحمل. وتتواجد هذه الحرفة بكثرة في شارع الخيامية بالقرب من باب زويلة - آخر شارع الغورية في القاهرة.
وساهمت صناعة الخيامية في زخرفة كسوة الكعبة المشرفة، وأنشأت مصر أول مؤسسة لذلك وأسمتها إدارة الكسوة، وهي موجودة في تحت الربع- باب الخلق -القاهرة. وكانت الكسوة تحمل على الجمال في احتفالية كبيرة من مصر إلى السعودية في موسم الحج، وكانت تسمى بالمحمل.

## شارع الخيامية

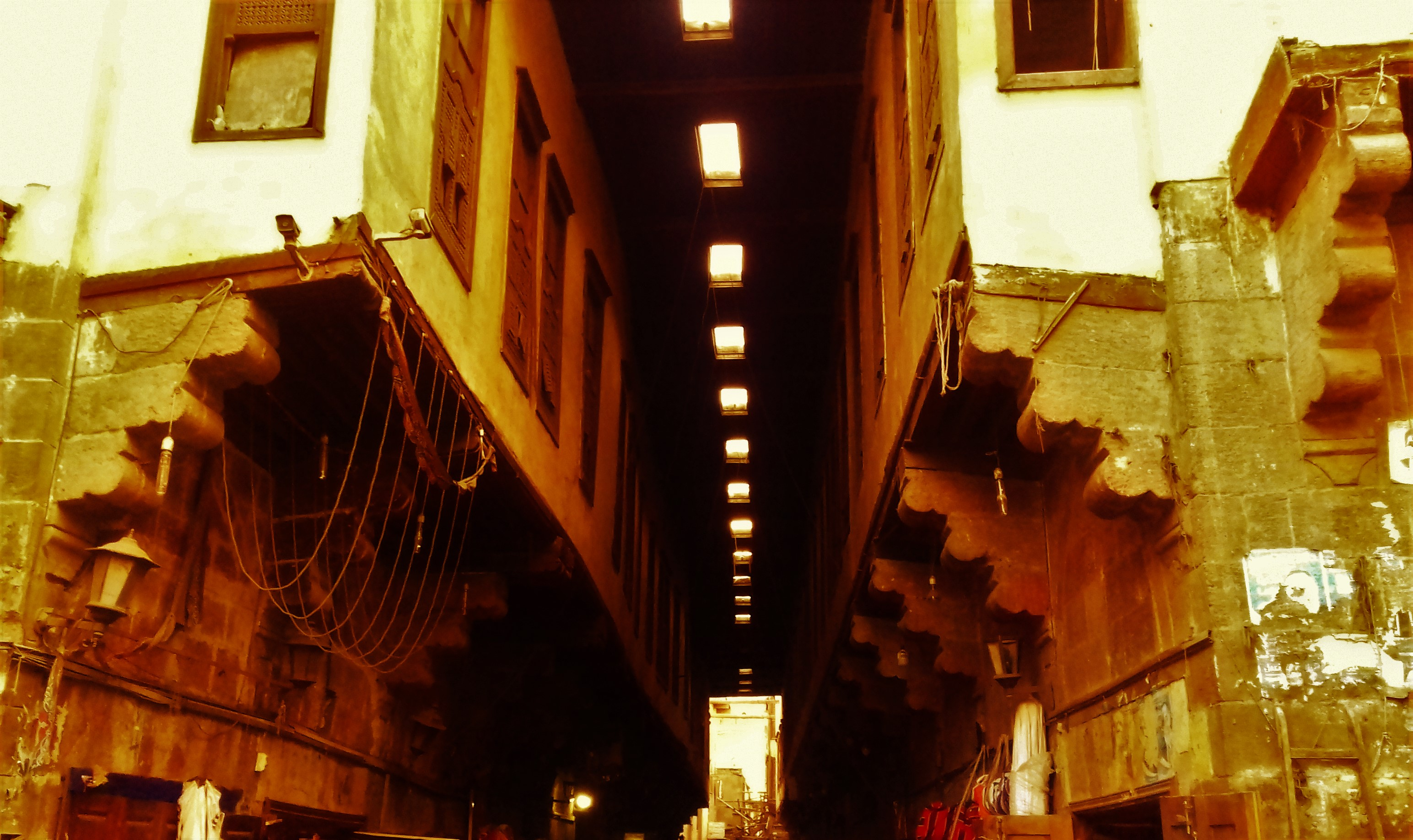
شارع الخيامية بمنطقة الغورية

أمام باب زويلة بالقرب من منطقة «تحت الربع» يقع شارع الخيامية وهو أحد أشهر أسواق القاهرة المسقوفة والذي يقع على امتداد شارع المعز وقد سمى بهذا الاسم نسبة لتلك الحرفة، فما أن تدخل ذلك الشارع حتى تجد على جنباته مجموعة من الورش التي تخصصت قي هذا النوع من التراث الفني العريق.وهذا الشارع موجود منذ أيام الفاطميين وهو يتكون من طابقين وقد كان باب زويلة يغلق ليلاً ويفتح قي النهار وكان يسمح للتجار بالدخول صباحاً لمباشرة أعمالهم وأماكن الورش التي نتواجد فيها الآن كانت قديماً إسطبلاً للخيول والطابق الذي يعلوه كان أماكن لمبيت التجار الذين يأتون من المغرب والشام، وقد كان لهؤلاء التجار خيام يستخدمونها قي سفرهم، وكانوا يعملون على إصلاحها قي تلك المنطقة، كما كان يحرص كل منهم أن تختلف خيمته عن الخيام الأخرى ومن هنا بدأت مهنة الخيامية.

## صناعة الخيامية
تبدأ برسم التصميم الذي سيتم تنفيذه على القماش وغالباً ما يستخدم قماش التيل لأنه سميك ثم يقوم بتخريم الرسم وتوضع بودرة مخصصة لطبع الرسم على القماش حتى يقوم الفنان بعملية التطريز إذ يقوم الفنان بقص وحدات القماش وتطريزها مع بعضها البعض، وقد نقوم بعمل ما يسمى «تفسير» وهو عبارة عن حياكة خيوط فوق القماش وذلك لعمل الملامح إذا كان التصميم عبارة عن منظر طبيعي وذلك لإضفاء روح على التصميم وغالبا ما تكون التصميمات إما فرعونية أو إسلامية هذا بالإضافة إلى الآيات القرآنية والمناظر الطبيعية.